# Insulele Amami

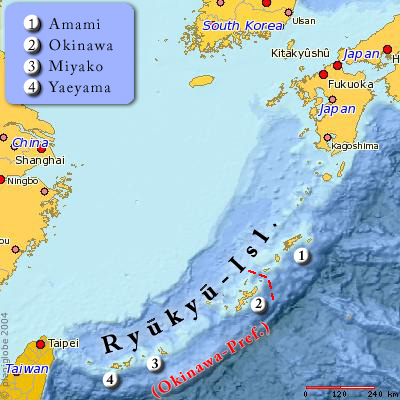
Insulele Amami

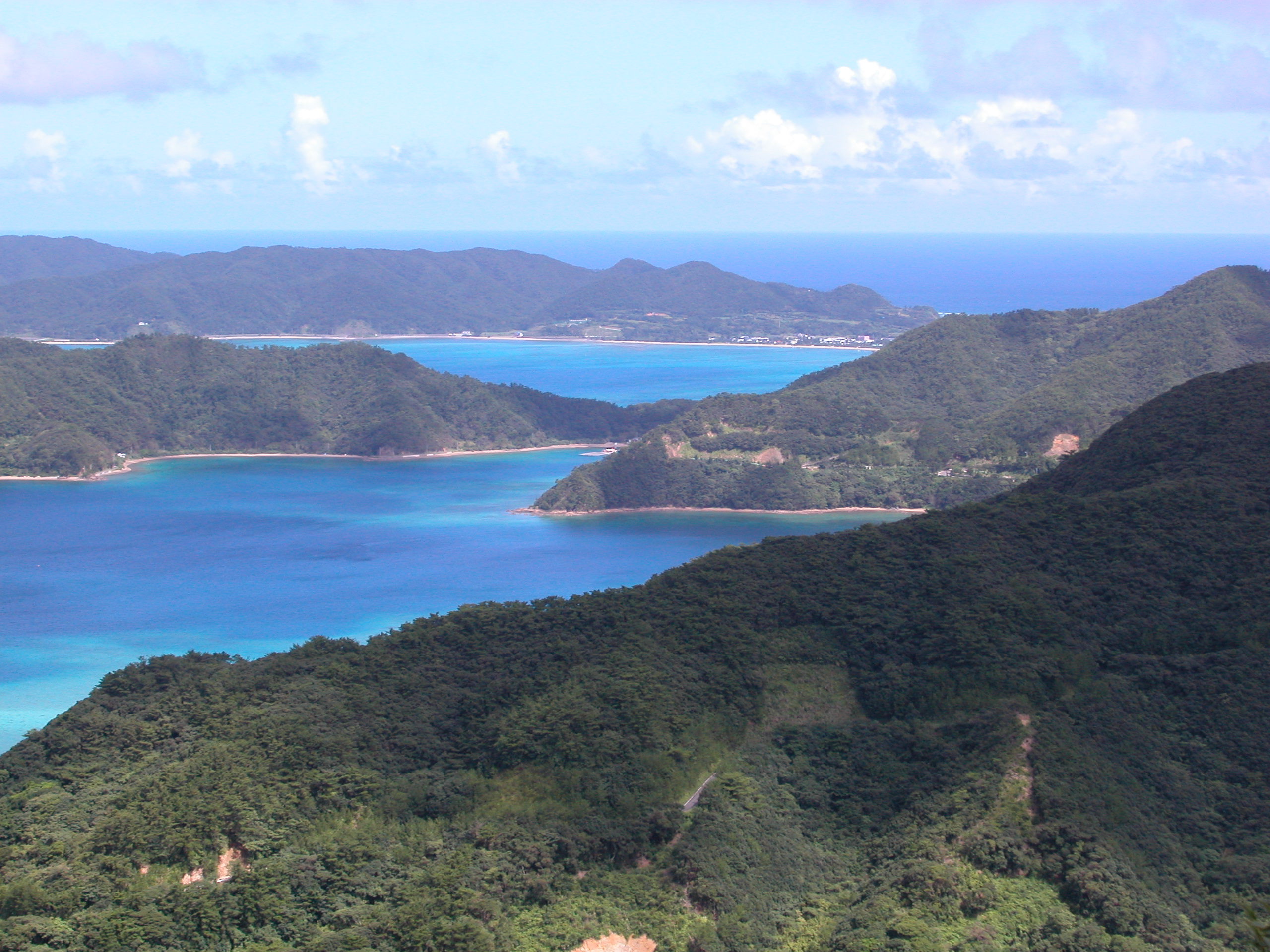
Insula Amami Oshima din arhipelagul Amami

Insulele Amami (奄美群島 Amami-guntō?) este un grup de insule din Marea Chinei de Est în componența insulelor Satsunan, care la rândul său fac parte din arhipelagul Ryukyu.

## Insule
| Fotografie | Numele         | Kanji      | Suprafață [km²] | Populație |
| ---------- | -------------- | ---------- | --------------- | --------- |
|            | Amami Ōshima   | 奄美大島   | 504.88          | 73,000    |
|            | Kikaijima      | 喜界島     | 56.93           | 7,657     |
|            | Kakeromajima   | 加計呂麻島 | 77.39           | 1600      |
|            | Yoroshima      | 与路島     | 9.35            | 140       |
|            | Ukejima        | 請島       | 13.35           | 200       |
|            | Tokunoshima    | 徳之島     | 247.77          | 27,000    |
|            | Okinoerabujima | 沖永良部島 | 93.63           | 15,000    |
|            | Yoronjima      | 与論島     | 20.8            | 6,000     |